# Вејнсборо (Тенеси)
Вејнсборо (енгл. Waynesboro) град је у америчкој савезној држави Тенеси.

## Демографија
По попису из 2010. године број становника је 2.449, што је 221 (9,9%) становника више него 2000. године.
| Група             | 2000.         | 2010.         |
| Белци             | 2.146 (96,3%) | 2.344 (95,7%) |
| Афроамериканци    | 31 (1,4%)     | 40 (1,6%)     |
| Азијати           | 10 (0,4%)     | 1 (0,0%)      |
| Хиспаноамериканци | 23 (1,0%)     | 29 (1,2%)     |
| Укупно            | 2.228         | 2.449         |